# Shole Jawed
Shole Jawed. eviga flamman, afghanskt marxistiskt parti under 1960-talet. Shole Jawed var under en period det mest populära vänsterpartiet i Afghanistan, och attraherade både afghanska nationalister och demokrater. Till skillnad från Khalq var det inte Sovjetvänligt. Kung Zahir Shah, som under denna tid fortfarande innehade den reella makten i Afghanistan, var i likhet med den överväldigande majoritet av afghanerna som bodde på landsbygden vid denna tid tveksam till att göra Afghanistan till en parlamentarisk demokrati, och genomförde inte de demokratiseringsreformer som vissa hade förväntat sig för att ge partisammanslutningarna ökat inflytande. Efter svåra inre oroligheter med strejker och demonstrationer bland den industrialiserade minoriteten i landets städer i slutet av 60-talet, förbjöd kungen partiet och lät arrestera de ledande inom organisationen på upp till 13 år. Flera av dessa kom senare att mördas under Khalqregimen.